# Composite (patron de conception)
En génie logiciel, un patron composite est un patron de conception (design pattern) structurel. Ce patron permet de concevoir une structure arborescente, par exemple une représentation d'un dossier, ses sous-dossiers et leurs fichiers.

## Motivation
En programmation orientée objet, le patron composite propose une structure récursive permettant d'implémenter avec la même interface logicielle sur les feuilles et les composites afin qu'ils soient manipulés de la même manière.

## Structure
- Composant
  - est l'abstraction pour tous les composants, y compris ceux qui sont composés
  - déclare l'interface pour le comportement par défaut
- Feuille
  - représente un composant n'ayant pas de sous-éléments
  - implémente le comportement par défaut
- Composite
  - représente un composant pouvant avoir des sous-éléments
  - stocke des composants enfants et permet d'y accéder
  - implémente un comportement en utilisant les enfants
- Client
  - manipule les objets de la composition à travers l'interface de la classe Composant

## Exemple C++11
L'exemple qui suit, écrit en C++11, met en œuvre une classe 'Component' qui peut être un fichier (File), un ensemble de fichiers ou un répertoire (Directory). Chaque élément peut être parcouru (méthode virtuelle 'ls_r').
```
#include
 
<iostream>
 // pour std::cout

#include
 
<list>
     // pour std::list

#include
 
<memory>
   // pour std::unique_ptr

// Cet exemple représente la hiérarchie d'un système de fichiers : fichiers/répertoires

// L'objet abstrait qui sera composé dans le composite

// Dans notre exemple, il s'agira d'un fichier ou d'un répertoire

class
 
Component
 
{

public
:

  
virtual
 
~
Component
()
 
{}
 
// Le destructeur d'une interface doit être virtuel

public
:

  
// Parcours récursif de l'arbre

  
virtual
 
void
 
ls_r
()
 
=
 
0
;

protected
:

  
std
::
string
 
name_
;

};

// Classe 'Leaf'

class
 
File
 
:
 
public
 
Component
 
{

public
:

  
virtual
 
void
 
ls_r
()
 
override
 
{

    
std
::
cout
 
<<
 
name_
 
<<
 
std
::
endl
;

  
}

};

// Classe 'Composite'

// Le repertoire est aussi un 'Component' car il peut être sous-répertoire

class
 
Directory
 
:
 
public
 
Component
 
{

public
:

  
virtual
 
void
 
ls_r
()
 
override
 
{

    
std
::
cout
 
<<
 
"["
 
<<
 
name_
 
<<
 
"]"
 
<<
 
std
::
endl
;

    
for
(
 
auto
 
&
component_ptr
 
:
 
component_ptrs_
 
)
 
{

      
component_ptr
->
ls_r
();

    
}

  
}

protected
:

  
// Liste des composants

  
std
::
list
<
 
std
::
unique_ptr
<
 
Component
 
>
 
>
 
component_ptrs_
;

};

```

## Exemple Java
L'exemple qui suit, écrit en Java, met en œuvre une classe graphique qui peut être ou bien une ellipse ou une composition de différents graphiques. Chaque graphique peut être imprimé.
Il pourrait être étendu en y ajoutant d'autres formes (rectangle etc) et méthodes (translation etc).
```
import
 
java.util.ArrayList
;

interface
 
Graphic
 
{

    
//Imprime le graphique.

    
public
 
void
 
print
();

}

class
 
CompositeGraphic
 
implements
 
Graphic
 
{

    
//Collection de graphiques enfants.

    
private
 
ArrayList
<
Graphic
>
 
mChildGraphics
 
=
 
new
 
ArrayList
<
Graphic
>
();

    
//Imprime le graphique.

    
public
 
void
 
print
()
 
{

        
for
 
(
Graphic
 
graphic
 
:
 
mChildGraphics
)
 
{

            
graphic
.
print
();

        
}

    
}

    
//Ajoute le graphique à la composition.

    
public
 
void
 
add
(
Graphic
 
graphic
)
 
{

        
mChildGraphics
.
add
(
graphic
);

    
}

    
//Retire le graphique de la composition.

    
public
 
void
 
remove
(
Graphic
 
graphic
)
 
{

        
mChildGraphics
.
remove
(
graphic
);

    
}

}

class
 
Ellipse
 
implements
 
Graphic
 
{

    
//Imprime le graphique.

    
public
 
void
 
print
()
 
{

        
System
.
out
.
println
(
"Ellipse"
);

    
}

}

public
 
class
 
Program
 
{

    
public
 
static
 
void
 
main
(
String
[]
 
args
)
 
{

        
//Initialise quatre ellipses

        
Ellipse
 
ellipse1
 
=
 
new
 
Ellipse
();

        
Ellipse
 
ellipse2
 
=
 
new
 
Ellipse
();

        
Ellipse
 
ellipse3
 
=
 
new
 
Ellipse
();

        
Ellipse
 
ellipse4
 
=
 
new
 
Ellipse
();

        
//Initialise trois graphiques composites

        
CompositeGraphic
 
graphic
 
=
 
new
 
CompositeGraphic
();

        
CompositeGraphic
 
graphic1
 
=
 
new
 
CompositeGraphic
();

        
CompositeGraphic
 
graphic2
 
=
 
new
 
CompositeGraphic
();

        
//Composes les graphiques

        
graphic1
.
add
(
ellipse1
);

        
graphic1
.
add
(
ellipse2
);

        
graphic1
.
add
(
ellipse3
);

        
graphic2
.
add
(
ellipse4
);

        
graphic
.
add
(
graphic1
);

        
graphic
.
add
(
graphic2
);

        
//Imprime le graphique complet (quatre fois la chaîne "Ellipse").

        
graphic
.
print
();

    
}

}

```

## Exemple en PHP 5
```
<?php

class
 
Component

{

  
// Attributes

  
private
 
$basePath
;
	
  
private
 
$name
;

  
private
 
$parent
;

 	
  
public
 
function
 
__construct
(
$name
,
 
CDirectory
 
$parent
 
=
 
null
)

  
{

    
// Debug : echo "constructor Component";

    
$this
->
name
 
=
 
$name
;

    
$this
->
parent
 
=
 
$parent
;

    
if
(
$this
->
parent
 
!=
 
null
)

    
{

       
$this
->
parent
->
addChild
(
$this
);

       
$this
->
basePath
 
=
 
$this
->
parent
->
getPath
();

    
}

    
else

    
{

      
$this
->
basePath
 
=
 
''
;
			
    
}

  
}

  
// Getters	

  
public
 
function
 
getBasePath
()
 
{
 
return
 
$this
->
basePath
;
 
}

  
public
 
function
 
getName
()
 
{
 
return
 
$this
->
name
;
 
}

  
public
 
function
 
getParent
()
 
{
 
return
 
$this
->
parent
;
 
}

  
  
// Setters

  
public
 
function
 
setBasePath
(
$basePath
)
 
{
 
$this
->
basePath
 
=
 
$basePath
;
 
}

  
public
 
function
 
setName
(
$name
)
 
{
 
$this
->
name
 
=
 
$name
;
 
}

  
public
 
function
 
setParent
(
CDirectory
 
$parent
)
 
{
 
$this
->
parent
 
=
 
$parent
;
 
}

	
  
// Method

  
public
 
function
 
getPath
()
 
{
 
return
 
$this
->
getBasePath
()
.
'/'
.
$this
->
getName
();
 
}

}

class
 
CFile
 
extends
 
Component

{

  
  
// Attributes

  
private
 
$type
;

  
  
public
 
function
 
__construct
(
$name
,
 
$type
,
 
CDirectory
 
$parent
 
=
 
null
)

  
{

    
// Debug : echo "constructor CFile";

    
$this
->
type
 
=
 
$type
;

    
// Retrieve constructor of Component

    
parent
::
__construct
(
$name
,
 
$parent
);
	
  
}

	
  
// Getters	

  
public
 
function
 
getType
()
 
{
 
return
 
$this
->
type
;
 
}

  
// Setters

  
public
 
function
 
setType
(
$type
)
 
{
 
$this
->
type
 
=
 
$type
;
 
}

  
// Methods of Component class

  
public
 
function
 
getName
()
 
{
 
return
 
parent
::
getName
()
.
'.'
.
$this
->
getType
();
 
}

  
public
 
function
 
getPath
()
 
{
 
return
 
parent
::
getPath
()
.
'.'
.
$this
->
getType
();
 
}

}

class
 
CDirectory
 
extends
 
Component

{

  
// Attributes

  
private
 
$childs
;

	
  
public
 
function
 
__construct
(
$name
,
 
CDirectory
 
$parent
 
=
 
null
)

  
{

    
// Debug : echo "constructor CDirectory";

    
$this
->
childs
 
=
 
array
();

    
// Retrieve constructor of Component

    
parent
::
__construct
(
$name
,
 
$parent
);

  
}

  
// Getters	

  
public
 
function
 
getChilds
()
 
{
 
return
 
$this
->
childs
;
 
}

  
// Setters

  
public
 
function
 
setChilds
(
$childs
)
 
{
 
$this
->
childs
 
=
 
$childs
;
 
}

  
// Methods

  
public
 
function
 
addChild
(
Component
 
$child
)

  
{

    
$child
->
setParent
(
$this
);

    
$this
->
childs
[]
 
=
 
$child
;

  
}

	
  
public
 
function
 
showChildsTree
(
$level
 
=
 
0
)

  
{

    
echo
 
"<br/>"
.
str_repeat
(
'&nbsp;'
,
 
$level
)
.
$this
->
getName
();

    
foreach
(
$this
->
getChilds
()
 
as
 
$child
)

    
{

      
if
(
$child
 
instanceof
 
self
)

      
{

        
$child
->
showChildsTree
(
$level
+
1
);

      
}

      
else

      
{

        
echo
 
"<br/>"
.
str_repeat
(
'&nbsp;'
,
 
$level
+
1
)
.
$child
->
getName
();

      
}
	
    
}

  
}

}

?>

```

Exemple d'utilisation (example of use):
```
<?php

$root
 
=
 
new
 
CDirectory
(
'root'
);

$dir1
 
=
 
new
 
CDirectory
(
'dir1'
,
 
$root
);

$dir2
 
=
 
new
 
CDirectory
(
'dir2'
,
 
$root
);

$dir3
 
=
 
new
 
CDirectory
(
'dir3'
,
 
$root
);

$dir4
 
=
 
new
 
CDirectory
(
'dir4'
,
 
$dir2
);

$file1
 
=
 
new
 
CFile
(
'file1'
,
'txt'
,
 
$dir1
);

$file2
 
=
 
new
 
CFile
(
'doc'
,
 
'pdf'
,
 
$dir4
);

$root
->
showChildsTree
();

?>

```

résultat à l'écran (result on the screen) :
```
root
 dir1
  file1.txt
 dir2
  dir4
   doc.pdf
 dir3
```

## Exemple C#
Produisant un résultat similaire à l'exemple en php, une variante en C#.
Dans ce code la méthode Display() correspond à la méthode opération() du diagramme de classes.
```
abstract
 
class
 
Component

{

    
public
 
string
 
Name
 
{
 
get
;
 
set
;
 
}

    
public
 
abstract
 
void
 
Display
(
int
 
indentLevel
 
=
 
0
);

    
protected
 
void
 
Indent
(
int
 
level
)

    
{

        
for
(
var
 
i
 
=
 
0
;
 
i
 
<=
 
level
;
 
i
++
)

            
Console
.
Write
(
"    "
);

    
}

}

class
 
Leaf
 
:
 
Component

{

    
public
 
Leaf
()
 
{
 
}

    
public
 
Leaf
(
string
 
name
)
 

    
{
 

        
this
.
Name
 
=
 
name
;
 

    
}

    
public
 
override
 
void
 
Display
(
int
 
indentLevel
 
=
 
0
)

    
{

        
this
.
Indent
(
indentLevel
);

        
Console
.
WriteLine
(
"Leaf : {0}"
,
 
this
.
Name
);

    
}

}

class
 
Composite
 
:
 
Component

{

    
public
 
IList
<
Component
>
 
SubComponents
 
{
 
get
;
 
set
;
 
}

    
public
 
Composite
()
 
{
 
}

    
public
 
Composite
(
string
 
name
,
 
params
 
Component
[]
 
subComponents
)
 

    
{
 

        
this
.
Name
 
=
 
name
;
 

        
this
.
SubComponents
 
=
 
new
 
List
<
Component
>
(
subComponents
);
 

    
}

    
public
 
override
 
void
 
Display
(
int
 
indentLevel
 
=
 
0
)

    
{

        
this
.
Indent
(
indentLevel
);

        
Console
.
WriteLine
(
"Composite : {0}"
,
 
this
.
Name
);

        
foreach
(
Component
 
subComponent
 
in
 
this
.
SubComponents
)

            
subComponent
.
Display
(
indentLevel
 
+
 
1
);

    
}

}

class
 
Program

{

    
static
 
void
 
Main
(
string
[]
 
args
)

    
{

        
// Exemple d'instanciation d'une structure composite:

        
Component
 
cadre
 
=
 
new
 
Composite
()

        
{

            
Name
 
=
 
"fond d écran"
,

            
SubComponents
 
=
 
new
 
Component
[]
 
{

                
new
 
Composite
()
 
{
  

                    
Name
 
=
 
"ciel"
,
 

                    
SubComponents
 
=
 
new
 
Component
[]
 
{
 

                        
new
 
Leaf
()
 
{
 
Name
=
"soleil"
 
}}},

                
new
 
Composite
()
 
{
  

                    
Name
 
=
 
"mer"
,

                    
SubComponents
 
=
 
new
 
Component
[]
 
{

                        
new
 
Leaf
()
 
{
 
Name
 
=
 
"bouée"
 
},

                        
new
 
Composite
()
 
{
 

                            
Name
=
"bateau"
,
 

                            
SubComponents
 
=
 
new
 
Component
[]
 
{

                                
new
 
Leaf
()
 
{
 
Name
=
"voile"
 
},

                                
new
 
Leaf
()
 
{
 
Name
=
"coque"
 
}}}}}}};

        
// Et voilà le pourquoi de l'utilisation du pattern:

        
//     un seul appel à Display dessine tout le cadre.

        
cadre
.
Display
();

        
// Le même cadre défini de façon alternative via les constructeurs:

        
Component
 
cadre2
 
=
 
new
 
Composite
(
"fond d écran"
,

            
new
 
Composite
(
"ciel"
,

                
new
 
Leaf
(
"soleil"
)),

            
new
 
Composite
(
"mer"
,

                
new
 
Leaf
(
"bouée"
),

                
new
 
Composite
(
"bateau"
,
 

                    
new
 
Leaf
(
"voile"
),

                    
new
 
Leaf
(
"coque"
))));

        
// Et on obtient le même résultat:

        
cadre2
.
Display
();

        
Console
.
ReadLine
();

    
}

}

```

Et le résultat (en double):
```
Composite
 
:
 
fond
 
d
 
écran

    
Composite
 
:
 
ciel

        
Leaf
 
:
 
soleil

    
Composite
 
:
 
mer

        
Leaf
 
:
 
bouée

        
Composite
 
:
 
bateau

            
Leaf
 
:
 
voile

            
Leaf
 
:
 
coque

```